# Natation synchronisée aux Jeux olympiques d'été de 1984
Navigation
Séoul 1988
La natation synchronisée fait son entrée aux Jeux olympiques d'été de 1984 à Los Angeles. Deux épreuves ont eu lieu, le solo et le duo.

## Tableau des médailles
| Rang | Pays       | Médaille d'or | Médaille d'argent | Médaille de bronze | Total |
| 1    | États-Unis | 2             | 0                 | 0                  | 2     |
| 2    | Canada     | 0             | 2                 | 0                  | 2     |
| 3    | Japon      | 0             | 0                 | 2                  | 2     |

## Résultats

### Solo
| Classement         | Nom               | Pays                 | Pts     |
| ------------------ | ----------------- | -------------------- | ------- |
| Médaille d'or      | Tracie Ruiz       | États-Unis           | 198.467 |
| Médaille d'argent  | Carolyn Waldo     | Canada               | 195.300 |
| Médaille de bronze | Miwako Motoyoshi  | Japon                | 187.050 |
| 4                  | Marijke Engelen   | Pays-Bas             | 182.632 |
| 5                  | Gudrun Hanisch    | Allemagne de l'Ouest | 182.017 |
| 6                  | Caroline Holmyard | Royaume-Uni          | 182.000 |
| 7                  | Muriel Hermine    | France               | 180.534 |
| 8                  | Karin Singer      | Suisse               | 178.383 |

### Duo
| Classement         | Nom                                | Pays        | Pts     |
| ------------------ | ---------------------------------- | ----------- | ------- |
| Médaille d'or      | Candy Costie / Tracie Ruiz         | États-Unis  | 195.584 |
| Médaille d'argent  | Sharon Hambrook / Kelly Kryczka    | Canada      | 194.234 |
| Médaille de bronze | Saeko Kimura / Miwako Motoyoshi    | Japon       | 187.992 |
| 4                  | Caroline Holmyard / Carolyn Wilson | Royaume-Uni | 184.050 |
| 5                  | Edith Boss / Karin Singer          | Suisse      | 180.109 |
| 6                  | Catrien Eijken / Marijke Engelen   | Pays-Bas    | 179.058 |
| 7                  | Pascale Besson / Muriel Hermine    | France      | 176.709 |
| 8                  | Claudia Novelo / Pilar Ramirez     | Mexique     | 176.409 |